# Pierre Fontaine (architecte)
Pour les articles homonymes, voir Fontaine et Pierre Fontaine.
Pierre Fontaine, né le 20 septembre 1762 à Pontoise et mort le 10 octobre 1853 à Paris 10e, est un architecte néoclassique et décorateur français. 
Avec son camarade d'études Charles Percier, Fontaine est l'un des inventeurs et principaux représentants du style Empire.

## Formation et carrière
Outre l'intérêt de son architecture, Pierre Fontaine est remarquable par sa capacité à mener une carrière inégalée et à traverser les changements de Régimes : il est resté aux affaires du Consulat au Second Empire sans avoir à subir de « traversée du désert ».

### Ancien Régime
En 1778 et 1779, sous la direction de l'architecte André, le jeune Pierre François Léonard Fontaine participe, avec son père Pierre Fontaine (1735-1807), architecte-fontainier, aux travaux d’adduction d’eau au château de L'Isle-Adam, qui appartient à Louis-François-Joseph de Bourbon, comte de la Marche et prince de Conti.
En 1779, il arrive à Paris, où il suit l'enseignement de Antoine-François Peyre. C'est à cette période qu'il rencontre Charles Percier.
Il obtient le second prix de Rome en 1785 pour un projet dont le sujet est Un monument sépulcral pour les souverains d'un grand empire, dans lequel l'influence de Étienne-Louis Boullée est assez marquée. N'ayant pas obtenu la bourse d'études attribuée avec le premier prix, il se rend à ses frais à Rome, où Charles Percier le rejoint l'année suivante. En 1787, une place se libère à l'Académie de France à Rome, alors hébergée dans le palais Mancini, et Fontaine devient pensionnaire.
| Élévation · Coupe |
| Un monument sépulcral pour les souverains d'un grand empire (1785), Paris, École nationale supérieure des beaux-arts. |

### Révolution française
En 1790, Fontaine revient à Paris, il commence par travailler pour Claude Nicolas Ledoux sur les barrières d'octroi du mur des Fermiers généraux. Entre septembre et décembre 1792, afin de s'éloigner de la Révolution, il part pour l'Angleterre où il fait de la décoration (papiers peints, éventails, etc.). À son retour à Paris, il est nommé, avec Percier, directeur des décors du théâtre de l'Opéra. Ils occupent ce poste jusqu'en 1796.

### Consulat
En 1799, grâce au peintre Jacques-Louis David, il fait la connaissance de Joséphine de Beauharnais, puis du Premier Consul. Il est nommé architecte des Invalides en 1800, puis architecte du gouvernement en 1801, conjointement avec Charles Percier.

### Premier Empire
Le 13 décembre 1804, Fontaine est architecte du palais des Tuileries, du Louvre et dépendances, des manufactures impériales des tapisseries des Gobelins et des tapis de la Savonnerie, des magasins de marbre, et de tous les bâtiments de la couronne situés dans l'enceinte de la ville de Paris. À cette époque, Charles Percier met fin à sa carrière officielle.
En 1810, Percier et Fontaine gagnent le grand prix d'Architecture pour l'arc de triomphe du Carrousel. La même année, Napoléon Ier confie à Percier et Fontaine la mission de préparer les plans d'une cité impériale dont le centre eût été le palais du Roi de Rome édifié sur la colline de Chaillot, mais que la chute de l'Empire empêchera de réaliser. Il travaille également avec Alexandre Dufour à un projet de reconstruction du château de Versailles qui doit accueillir Napoléon et sa famille.
Le 9 mars 1811, il est élu membre de l'Académie des beaux-arts et, le 5 juillet, il est décoré de la Légion d'honneur. Entre 1811 et 1812, il est élu membre correspondant de plusieurs académies en Europe : Amsterdam, Anvers, Munich, Rome.
En 1811, à la mort de Jean-François Chalgrin, le chantier de l'Arc de triomphe est confié à Louis-Robert Goust, sous la surveillance d'une commission de quatre architectes, Pierre Fontaine, François Debret, Jacques-Pierre Gisors et Éloi Labarre. On a attribué à Fontaine l'idée des voûtes à caissons (référence au Panthéon de Rome).
Le 25 avril 1813, il est nommé premier architecte de l'Empereur.

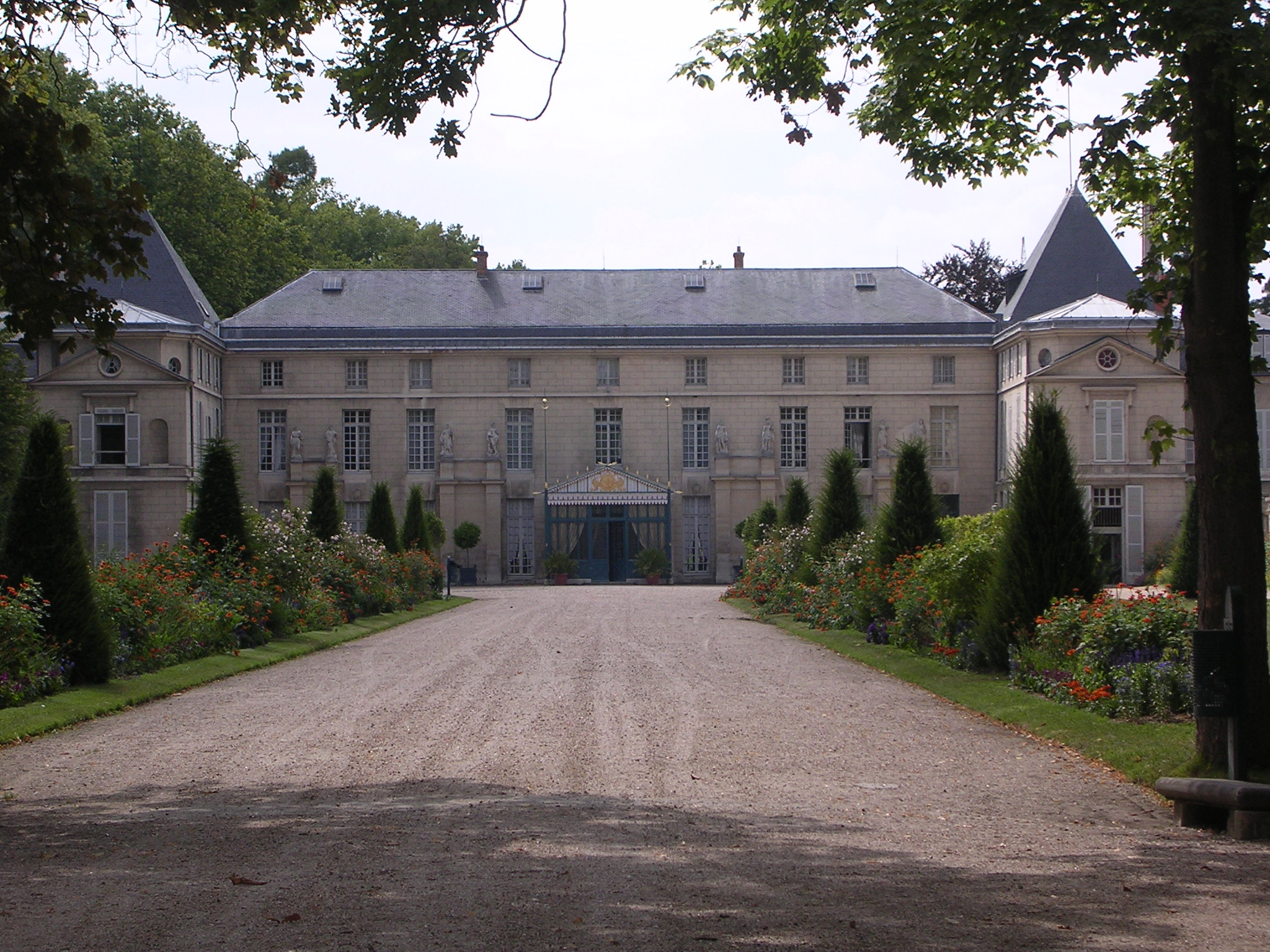
Le château de Malmaison.
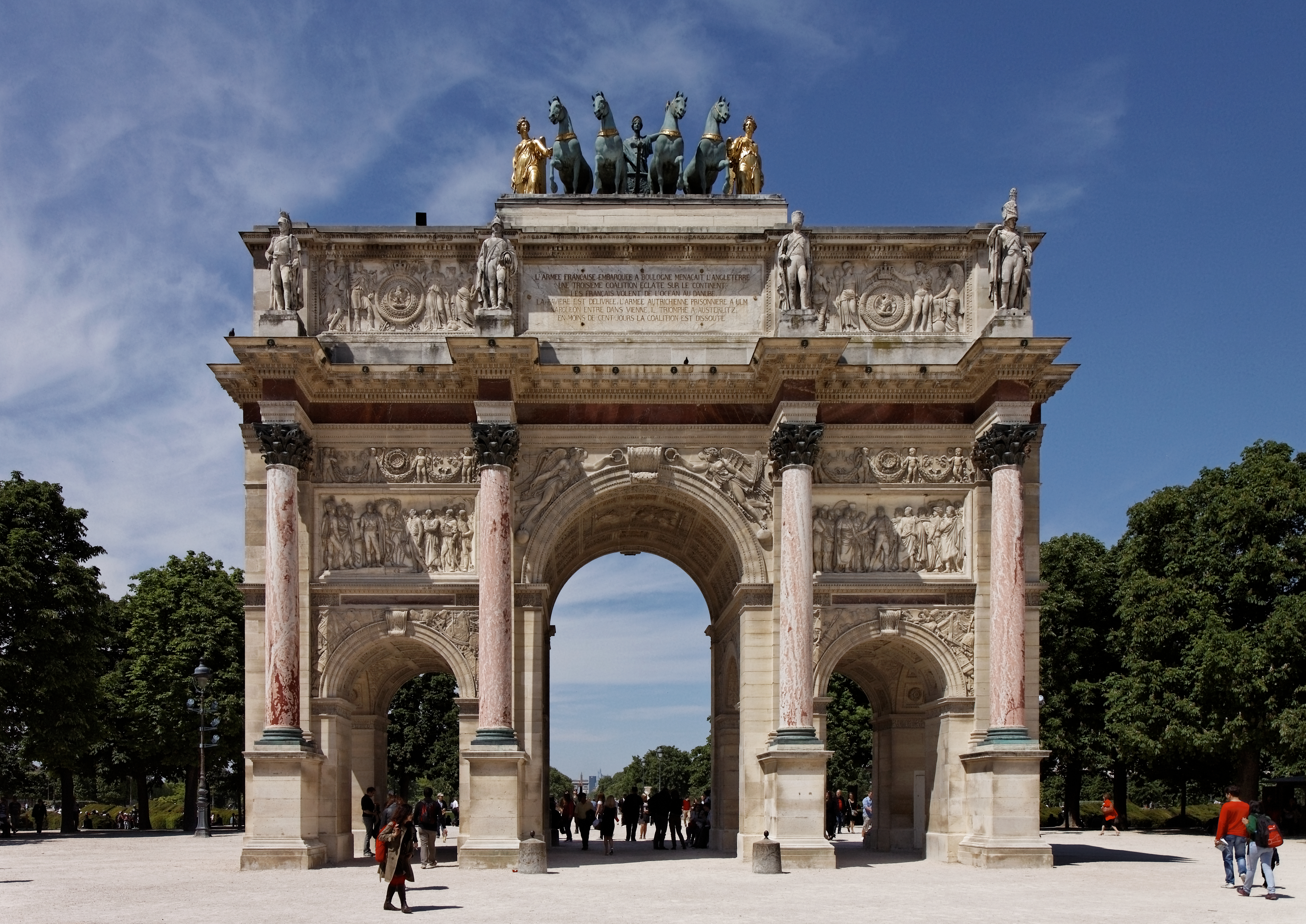
Arc de triomphe du Carrousel, 1810.
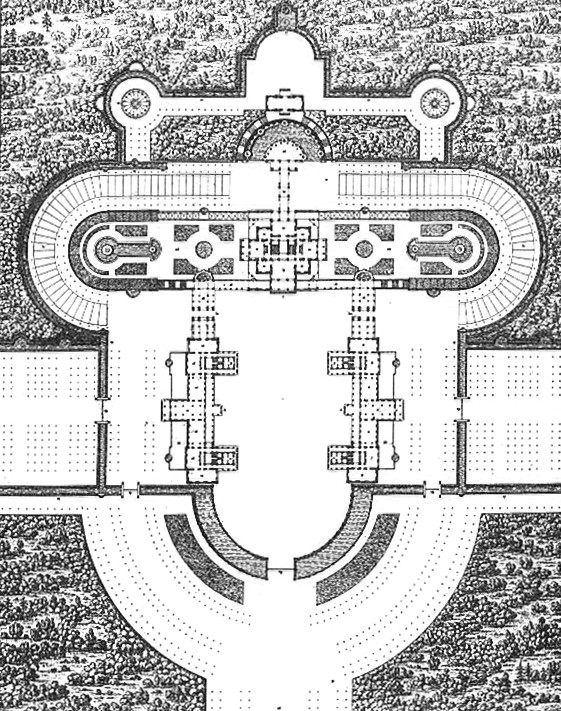
Plan du projet de reconstruction du château de Malmaison.
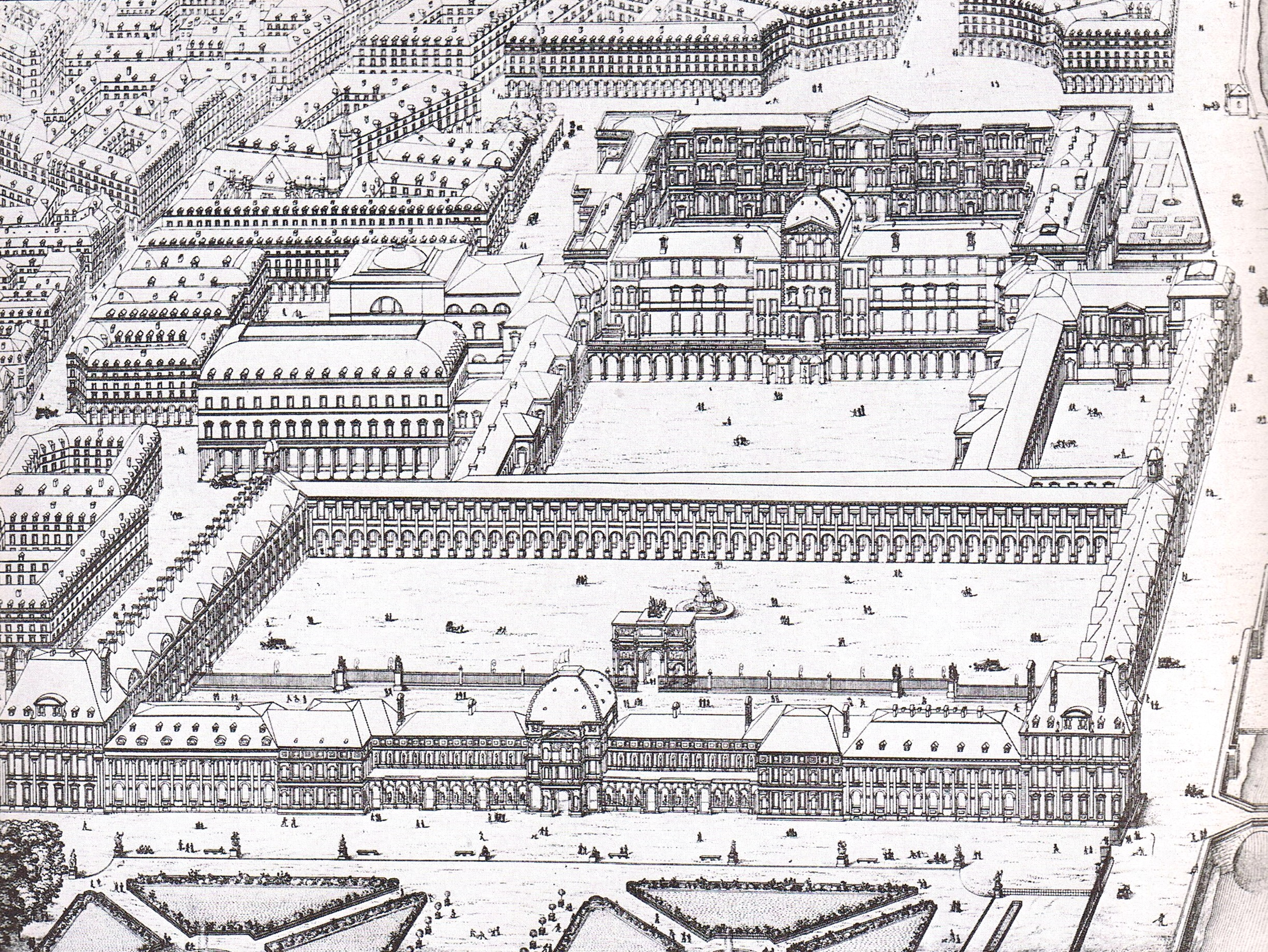
Vue de la réunion du Louvre et des Tuileries d'après Percier et Fontaine.
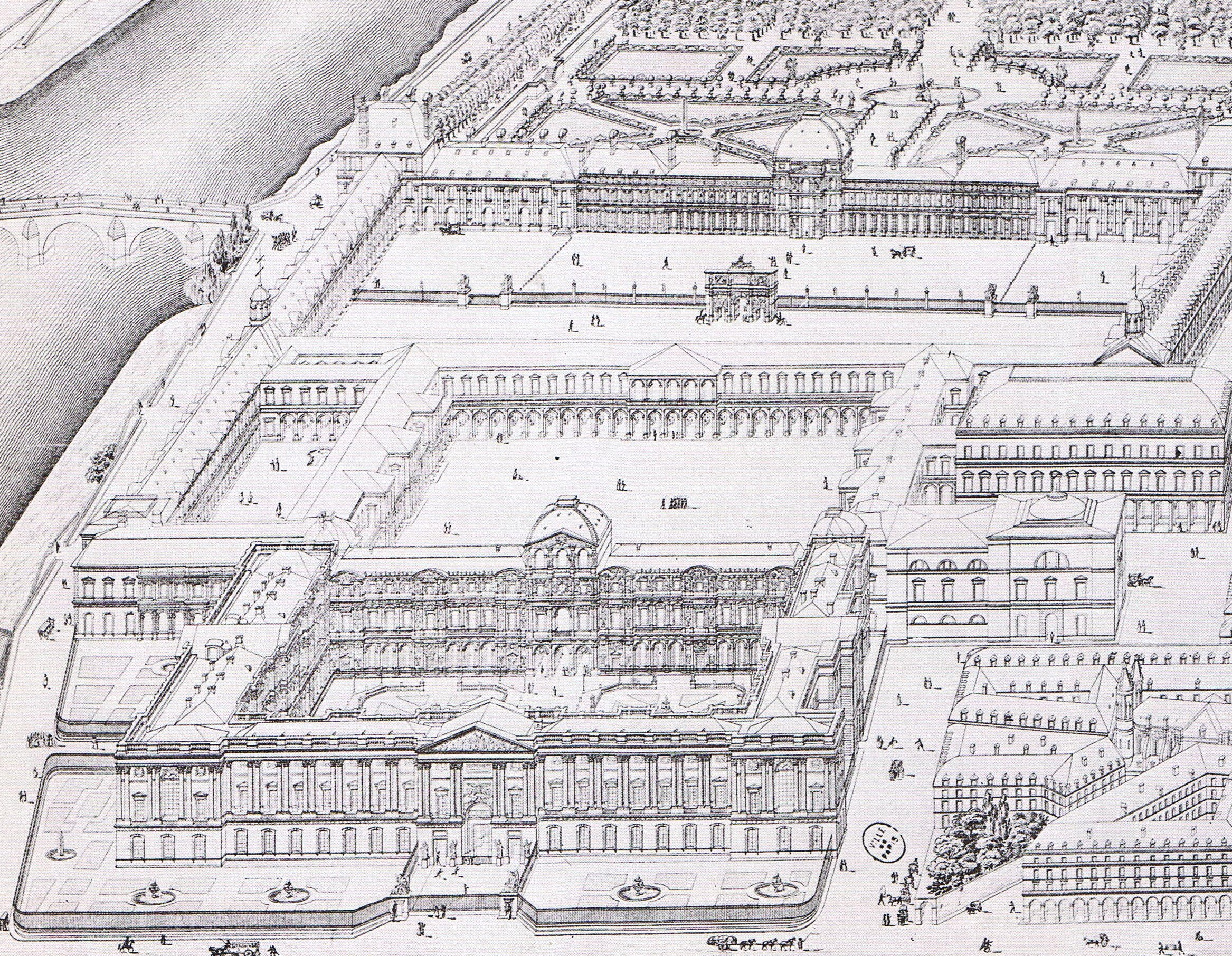
Autre vue de la réunion du Louvre et des Tuileries d'après Percier et Fontaine.
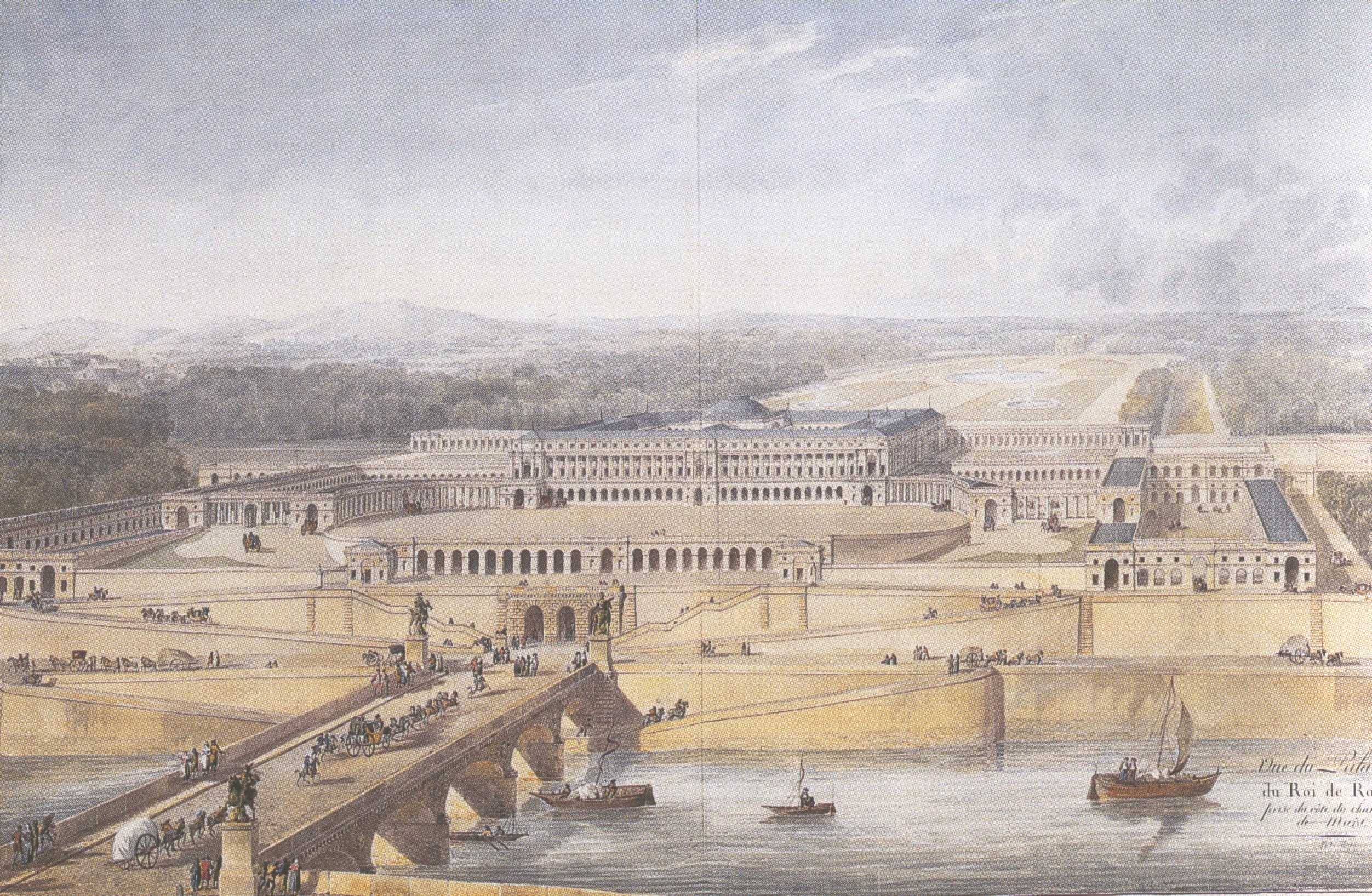
Vue du palais du roi de Rome depuis le Champ de Mars.
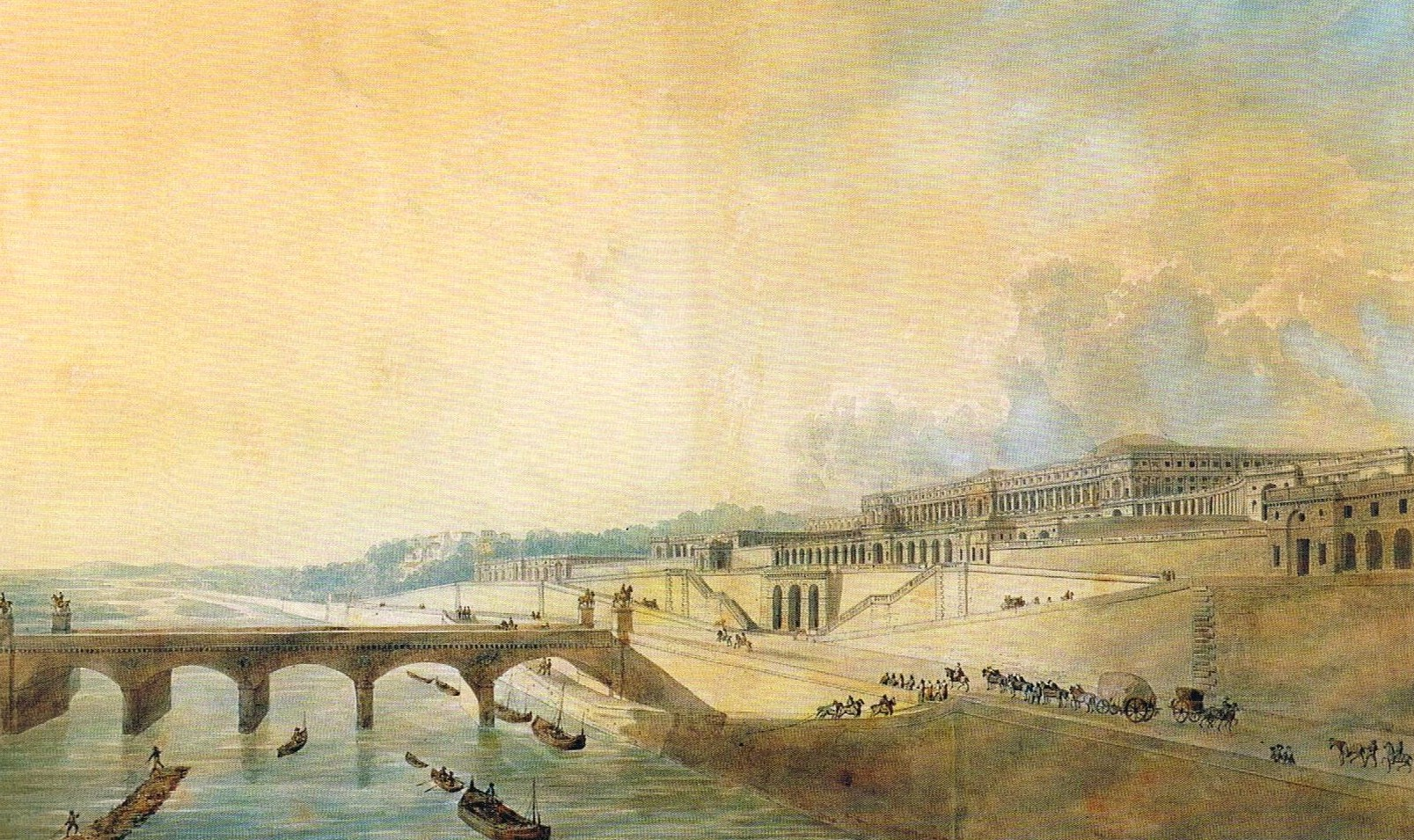
Vue du palais du Roi de Rome depuis la Seine.
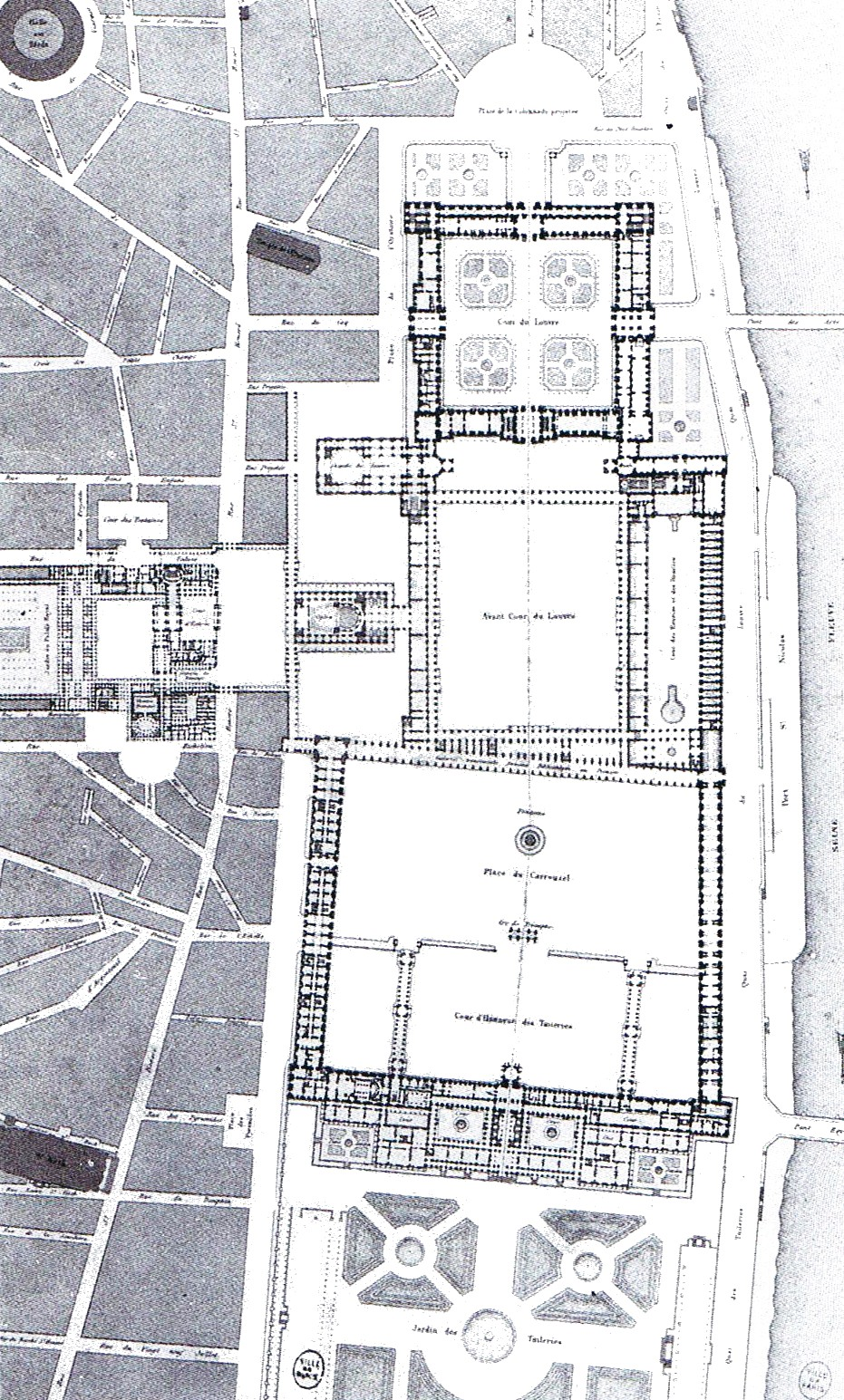
La réunion d'après Percier et Fontaine.
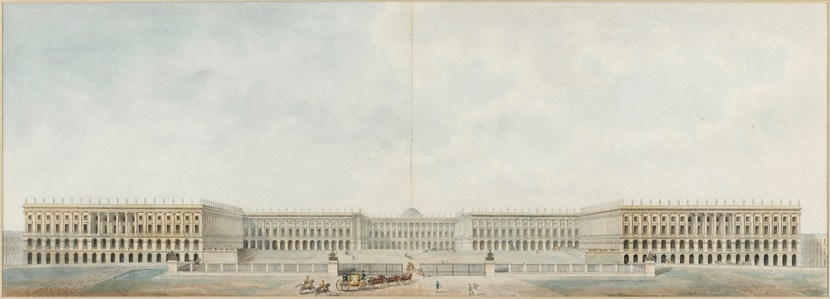
Vue du projet final de Dufour et Fontaine pour Versailles (1811).
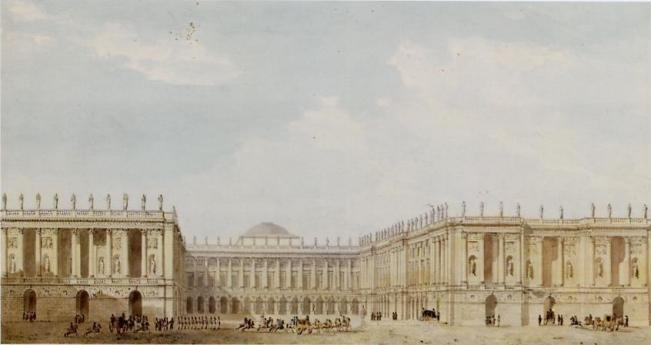
Autre vue du projet final de Dufour et Fontaine (1811).

### Restauration

#### Louis XVIII
Pierre Fontaine est maintenu premier architecte, à la suite de l'abdication de Napoléon et de la Charte constitutionnelle du 4 juin 1814 qui met Louis XVIII sur le trône de France.
Le 24 décembre 1814, le titre de premier architecte de l'Empereur est supprimé. Fontaine devient alors architecte de Paris, architecte du roi et architecte du duc d'Orléans.

#### Charles X
À partir du 25 mai 1826 à février 1828, Fontaine dirige une commission d'architectes pour les travaux de l'arc de Triomphe. En août 1828, il devient membre de la Société des arts de Genève. Le 21 novembre 1827, il marie sa fille Aimée-Sophie Dupuis à l'architecte Symphorien Meunié. En 1828, il reçoit le cordon de l'ordre de Saint-Michel.

### Monarchie de Juillet
En 1833, à la demande de Louis-Philippe, Fontaine conseille l'architecte Dubreuil pour les travaux que ce dernier a entrepris en 1831.
Charles Percier meurt le 5 septembre 1838. Il est inhumé à Paris au cimetière du Père-Lachaise.
En juin 1841, il est promu commandeur de la Légion d'honneur.
L'église Notre-Dame-de-Compassion à Paris, anciennement dénommée chapelle Saint-Ferdinand, est construite en 1843 sur les plans de Fontaine, près de la porte des Ternes, sur l'emplacement de la maison où était mort le prince Ferdinand-Philippe d'Orléans, fils de Louis-Philippe, à la suite de l'accident de voiture du 13 juillet 1842.
Le 25 février 1848, Pierre Fontaine est maintenu (à 86 ans) dans ses fonctions d'architecte des Bâtiments de l'ancienne liste civile à Paris. Cependant, le 20 septembre, il démissionne de sa charge d'architecte du Louvre et des Tuileries et Bâtiments de l'ancienne liste civile de Paris. Le mois suivant, il est nommé président honoraire du Conseil des bâtiments civils.

### Second Empire
Le 20 septembre 1853, Fontaine préside pour la dernière fois le Conseil des bâtiments civils.
Il est enterré, avec Charles Percier, au cimetière du Père-Lachaise.

## Distinctions
- Pour le Mérite

## Réalisations
- 1785 : Le pont et le château saint Ange à Rome, dessin rehaussé d'aquarelle, 20 × 42 cm, Gray (Haute-Saône), musée Baron-Martin.
- 1791 : restauration d'une demeure dans l'ancienne abbaye de Saint-Pierre-le-Vif pour le cardinal Loménie de Brienne.
- 1792 : réalisation, avec Charles Percier, des décors pour une tragédie au Théâtre-Français.
- 1793-1796 : réalisation, avec Charles Percier, des décors pour le théâtre de l'Opéra.
- 1794 : aménagement, avec Charles Percier, de la salle des séances du comité de la section de Brutus dans la chapelle Saint-Joseph, rue Montmartre, qui sera démolie vers 1800.
- 1795-1797 : participation à la construction de la salle de la Convention aux Tuileries, et de la salle du Conseil des Cinq-Cents au palais Bourbon.
- 1798 : travaux pour le général Charles Leclerc, le premier époux de Pauline Bonaparte et beau-frère du général Bonaparte, au château de Montgobert.
- 1798-1799 : restauration de divers hôtels particuliers parisiens.
- 1800-1802 : aménagement et décoration du château de Malmaison pour Joséphine de Beauharnais. Bonaparte y établira le siège du gouvernement français pendant le Consulat. Ce dernier n'aimait pas sa bibliothèque, qui selon lui « ressemblait à une sacristie ».
- 1801-1802 : travaux de remise en état du Palais des Tuileries et du château de Saint-Cloud.
- 21 avril 1802 (1er Floréal an X) : arrêté consulaire donnant l'alignement d'une rue qui conduira des Tuileries au Louvre (la rue Impériale, qui deviendra la rue de Rivoli), avec en annexe les plans, coupes et façades du projet signés Charles Percier et Fontaine et datés du 28 germinal an X (18 avril 1802).
- 1804 : travaux au château de Fontainebleau, avec l'architecte Étienne Leroy.
- 1804 : aménagements temporaires pour les cérémonies du sacre de Napoléon par le pape Pie VII.
- 1804-1812 : aménagement de la grande galerie du Louvre.
- 1806-1808 : construction de l'arc de triomphe du Carrousel. Il est couronné par un char conduit par la Victoire et la Paix et tiré par les 4 chevaux antiques de Saint-Marc de Venise, qui seront restitués en 1815 et remplacés par des copies.
- 1806 : premiers projets de réunion du Louvre et des Tuileries, restauration des Tuileries, surveillance des travaux des palais impériaux de Compiègne, Rambouillet, Strasbourg et Versailles.
- 1806-1809 : escalier nord de la Colonnade du Louvre.
- 1810 : préparatifs du mariage de Napoléon Ier et Marie-Louise.
- 1812 : restauration du palais de l'Élysée.
- mai 1814 : restauration du château de Saint-Ouen pour la venue de Louis XVIII.
- 1814-1831 : achèvement du Palais-Royal.
- 1814-1815 : travaux au château de Versailles, avec l'architecte Dufour.
- 1816-1826 : construction de la chapelle expiatoire consacrée à la mémoire de Louis XVI et Marie-Antoinette, rue d'Anjou à Paris, avec Louis-Hippolyte Lebas comme inspecteur.
- 1816 : restauration du palais de l'Élysée pour le duc de Berry.
- 1819 : création du magasin Debauve & Gallais, 30 Rue des Saints-Pères à Paris.
- 1819-1831 : restauration et agrandissement du château de Neuilly pour le duc d'Orléans.
- 1821-1831 : restauration et agrandissement du château de Randan au sein d'un domaine forestier de 8 000 hectares, pour Adélaïde d'Orléans, sœur du futur Louis-Philippe Ier (1830-1848) (cf. dépliant-guide du domaine par le Conseil régional d'Auvergne, 2006).

De 1830 à 1833, le nouveau roi lui confie la transformation du château de Maulmont, domaine voisin acquis par sa sœur en 1829, en un rendez-vous de chasse pour lui et sa Cour (source : site du château-hôtel-restaurant de Maulmont, 22/01/2007, qui indique également que Fontaine a dessiné l'aile de la "Galerie des Batailles" de Versailles, créée par le roi).
- 1822 : rétablissement du Théâtre-Français au Palais-Royal.
- 1824-1833 : travaux au château d'Eu propriété du comte de Paris (1838-1894), incendiée le 11/11/1902 et reconstruite.
- 1825-1830 : aménagement du musée Charles-X au Louvre.
- 1830 : plans de la chapelle Saint-Louis à Tunis, exécutée par Jourdain.
- 1830 : le grand escalier d'honneur du Palais-Royal.
- 1831 : travaux aux Tuileries pour Louis-Philippe, travaux à Saint-Cloud.
- 1833-1837 : restauration du château de Versailles et aménagement de la galerie des Batailles
- 1843 : plans de la chapelle Saint-Ferdinand à Paris, édifice devant commémorer la mort accidentelle sur place du prince héritier Ferdinand d'Orléans, fils ainé de Louis-Philippe, avec l'architecte Lefranc comme inspecteur.
- 1845-1847 : restauration et agrandissement du château d'Arc-en-Barrois pour Adélaïde d'Orléans, sœur du Louis-Philippe Ier (1830-1848)

- Pierre Fontaine réalise des carnets de dessins aquarellés lors de ses voyages[7].

## Publications
Ensemble, Percier et Fontaine publient :
- 1798 : Palais, maisons et autres édifices modernes dessinés à Rome ;
- 1811 : Description des cérémonies et des fêtes qui ont eu lieu pour le mariage de Napoléon Ier avec l'archiduchesse Marie-Louise ;
- 1812 : Recueil de décoration intérieure concernant tout ce qui rapporte à l'ameublement ;
- 1833 : Résidences des souverains de France, d'Allemagne, de Russie, etc.

- Pierre Fontaine tient son Journal de 1799 à 1853, qui est publié à Paris en 1987 par l'École nationale supérieure des beaux-arts et l'Institut français d'architecture.
- Pierre Fontaine est également l'auteur de mémoires, intitulés Mia Vita et publiés en 2017 aux Éditions des Cendres.

## Élèves notables
Quelques élèves de Charles Percier à qui Fontaine enseignait la perspective :
- Auguste Caristie (1783-1862) ;
- François Debret (1777-1850) ;
- Martin-Pierre Gauthier (1790-1855) ;
- Jacques Hittorff (1792-1867) ;
- Jean-Jacques-Marie Huvé (1783-1852) ;
- Hippolyte Le Bas (1782-1867) ;
- Achille Leclère (1785-1853) ;
- Paul Letarouilly (1795-1855) ;
- Louis Tullius Joachim Visconti (1791-1853).

## Iconographie
En plus du portrait dessiné par Julien Léopold Boilly vers 1805 (localisation inconnue, Fontaine plus âgé est portraituré en habit, appuyé sur une canne, par Joseph-Désiré Court (Versailles, musée de l'Histoire de France). Ce dernier portrait a été interprété en gravure par Jacques Étienne Pannier.

## Hommages
- Pierre Fontaine a sa rue à Paris (9e arrondissement) ainsi qu'à Pontoise (rue Pierre Fontaine), sa ville natale.